# Kaiser-Wilhelm-Schacht (Clausthal)
Der Kaiser-Wilhelm-Schacht oder Schacht Kaiser Wilhelm II. war zentraler Förder- und Seilfahrtsschacht des Blei- und Zink-Bergbaus in Clausthal-Zellerfeld im Oberharz (Niedersachsen).
Er lag auf dem Burgstätter Gangzug. Die Tagesanlagen befinden sich heute im Stadtgebiet von Clausthal an der Erzstraße 24, nahe dem Bergbauinstitut der Technischen Universität.
Der Kaiser-Wilhelm-Schacht ist Bestandteil der Welterbe-Route des UNESCO-Welterbes im Harz.

## Geschichte
Der Abbau der Metallerze war in der zweiten Hälfte des 19. Jahrhunderts im Unteren Burgstätter Revier bereits in große Tiefen vorgedrungen. Der damalige tonnlägige Hauptförderschacht Herzog Georg-Wilhelm war bei 756 m Tiefe an die Grenzen seiner Leistungsfähigkeit gekommen und die Kehrradförderung technisch überholt.
1880 wurde mit dem Abteufen des Kaiser-Wilhelm-Schachtes begonnen und dieser am 1. Oktober 1892 eingeweiht. Die vorläufige Tiefe des runden Schachtes mit 4,75 m lichten Durchmesser betrug 864 m. Im Gegensatz zu den älteren tonnlägigen Schächten, die im Erzgang aufgefahren wurden und somit bereits beim Abteufen Einnahmen vorweisen konnten, wurde dieser Schacht senkrecht (saiger) im tauben Nebengestein abgeteuft und erreichte den Gangzug erst in etwa 600 m Tiefe. Dieses Vorgehen erforderte auch vollkommen neue Finanzierungswege.
Der Schacht wurde mit einem stählernen Fördergerüst von der Nordhäuser Maschinenfabrik Schmidt, Kranz & Co. ausgestattet. Die Höhe betrug 15,6 m. Es bestanden ursprünglich zwei unabhängige Fördereinrichtungen: Eine Tagesförderung mit einer übertägigen, dampfgetriebenen Trommelfördermaschine und eine Blindförderung aus dem Tiefsten bis zum Ernst-August-Stollen (Tiefe Wasserstrecke) in 360 m Tiefe. Diese Förderanlage war mit einer Wassersäulenmaschine als Antrieb ausgerüstet. Die durch die Blindförderung gehobenen Erze wurden bis 1898 auf der Tiefen Wasserstrecke mit Erzkähnen zum Ottiliae-Schacht und von dort zu Tage gefördert.
Eine zweite Wassersäulenmaschine auf der Ernst-August-Stollen-Sohle betätigte eine aus Stahlprofilen hergestellte Fahrkunst (Länge 854 m) für das Einfahren der Bergleute. Dieses war ungewöhnlich, doch zollte man damit der alten Oberharzer Tradition Tribut, dass kein Bergmann gezwungen werden sollte, an einem Seil zu fahren. Im Ruhrgebiet und im Kalibergbau wurde zu dieser Zeit bereits mit dem Förderkorb eingefahren.
Ende des 19. Jahrhunderts wurde die erste Pelton-Turbine zur Stromerzeugung auf dem Niveau des Ernst-August-Stollens aufgestellt. Wie schon bei den Wassersäulenmaschinen wurde das Antriebswasser über eine Fallleitung im Schacht zugeführt. Diese Anlage wurde kurz danach auf zwei Pelton-Räder erweitert, welche direkt mit Dynamos gekuppelt waren. Die Betriebsspannung der Anlage betrug 300 Volt, beide Generatoren konnten 90 bis 100 Ampere abgeben.
Neben dieser Anlage befand sich ebenfalls auf dem Niveau des Ernst-August-Stollens ein Drucklufterzeuger für die pressluftbetriebene Grubenbahn, die Erze von der Grube Bergmannstrost über den Königin-Marien-Schacht zum Kaiser-Wilhelm-Schacht förderte. Diese Maschine erzeugte 30 atm, indem man Druckluft von 4 bis 5 atm in einem Druckbehälter mithilfe von einströmendem Wasser aus einer 360 m hohen Steigleitung verdichtete und die verdichtete Luft in einen zweiten Behälter leitete. Für diesen Vorgang verbrauchte man 280 Liter Wasser pro Minute bzw. 168 Kubikmeter pro Arbeitsschicht. Zur Bedienung waren zwei Arbeiter notwendig.

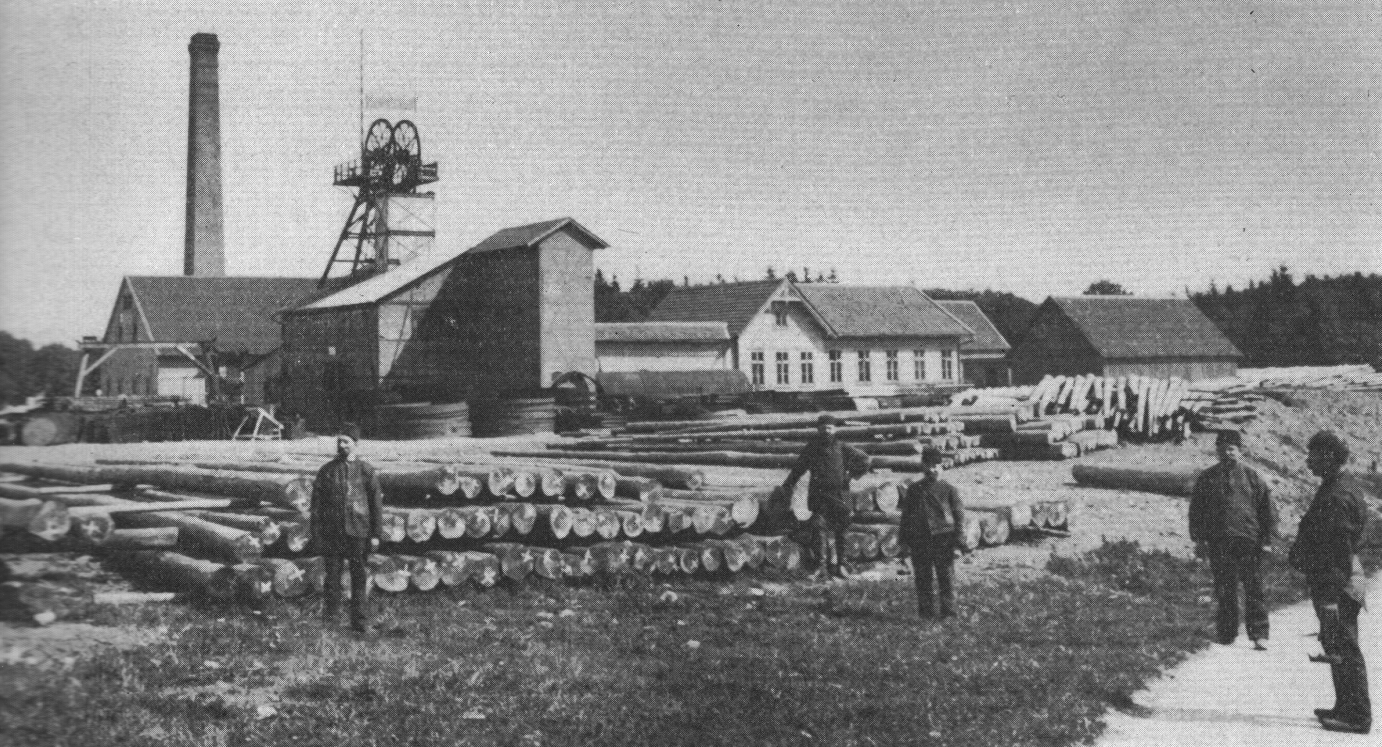
Der Kaiser-Wilhelm-Schacht im Jahr 1905

Zwischen 1900 und 1905 diente der Kaiser-Wilhelm-Schacht wegen der Umbauarbeiten des Ottiliae-Schachtes zur Tagesförderung sämtlicher Erze des Burgstätter Gangzuges, da dies der einzige leistungsfähige Förderschacht war. Das Erz wurde mit einer elektrischen Feldbahn, der sogenannten Tagesförderstrecke übertägig zur Zentralaufbereitung transportiert. Nach 1905 wurden alle Erze nur noch bis zur Tiefsten Wasserstrecke in rund 600 m Tiefe gehoben und gelangten anschließend mit der elektrischen Grubenbahn untertägig zum Ottiliae-Schacht.
Für die Blindförderung entstand 1914 ein Blindschacht in der Nähe des Kaiser-Wilhelm-Schachtes bis zirka 1050 m Tiefe.
Im Jahr 1923 übernahm die Preussag als Eigentümer die staatlichen Bergwerke. 1924 wurde die übertägige Fördermaschine auf elektrischen Antrieb umgebaut und die Fahrkunst stillgelegt. Die Einfahrt erfolgte von da an im Förderkorb. Die Weltwirtschaftskrise und das ständige Sinken der Metallpreise auf dem Weltmarkt veranlasste die Preussag, das Erzbergwerk Clausthal 1930 stillzulegen.

### Stilllegung und zeitweise Nutzung als Kraftwerk
Nach der Stilllegung als Bergwerksschacht wurde die vorhandene Wasserkraftanlage auf 6 Turbinen ausgebaut. Aus einem 33 Quadratkilometer großen Einzugsgebiet wurde Wasser unter Ausnutzung der wasserwirtschaftlichen Teiche und Gräben des Oberharzer Wasserregal in Clausthal herangeführt und über mehrere Fallleitungen in den Schacht eingeleitet. Auf dem Niveau des Ernst-August-Stollens, in etwa 360 m Tiefe wurde der Strom erzeugt und das Wasser konnte dann über den Ernst-August-Stollen abfließen. Die Leistung des Kraftwerkes betrug zuletzt insgesamt 4,7 MW bei einem Durchfluss von 1,7 m³/s. Damit konnten in einem mittleren Jahr etwa 10 Millionen kWh elektrischer Strom erzeugt werden.
Dieses Wasserkraftwerk wurde Anfang der 1980er Jahre stillgelegt, nachdem die Wirtschaftlichkeit der Kraftwerke bei stark steigenden Löhnen und stagnierenden Strompreisen immer mehr zurückging. Darüber hinaus war das Land Niedersachsen nicht mehr bereit, die Wasserrechte zu verlängern, da man der überregionalen Trinkwasserversorgung den Vorzug geben wollte. Es wurde diskutiert, ein Besucherbergwerk einzurichten und Gästen eine Bootsfahrt auf dem 3 km langen Teilstück des Ernst-August-Stollens bis zum Ottiliae-Schacht zu ermöglichen. Das Vorhaben scheiterte an den hohen Kosten. Der Schacht wurde 1984 mit 60 m Beton verschlossen. Ein kurzes oberes Teilstück blieb auf Drängen des Denkmalschutzes erhalten. Nachdem die Tagesanlagen einige Jahre dem Verfall preisgegeben waren, haben die Harzwasserwerke das Gelände im Jahre 1990 übernommen und dort einen technischen Betriebshof eingerichtet.

## Technische Denkmäler, Spuren

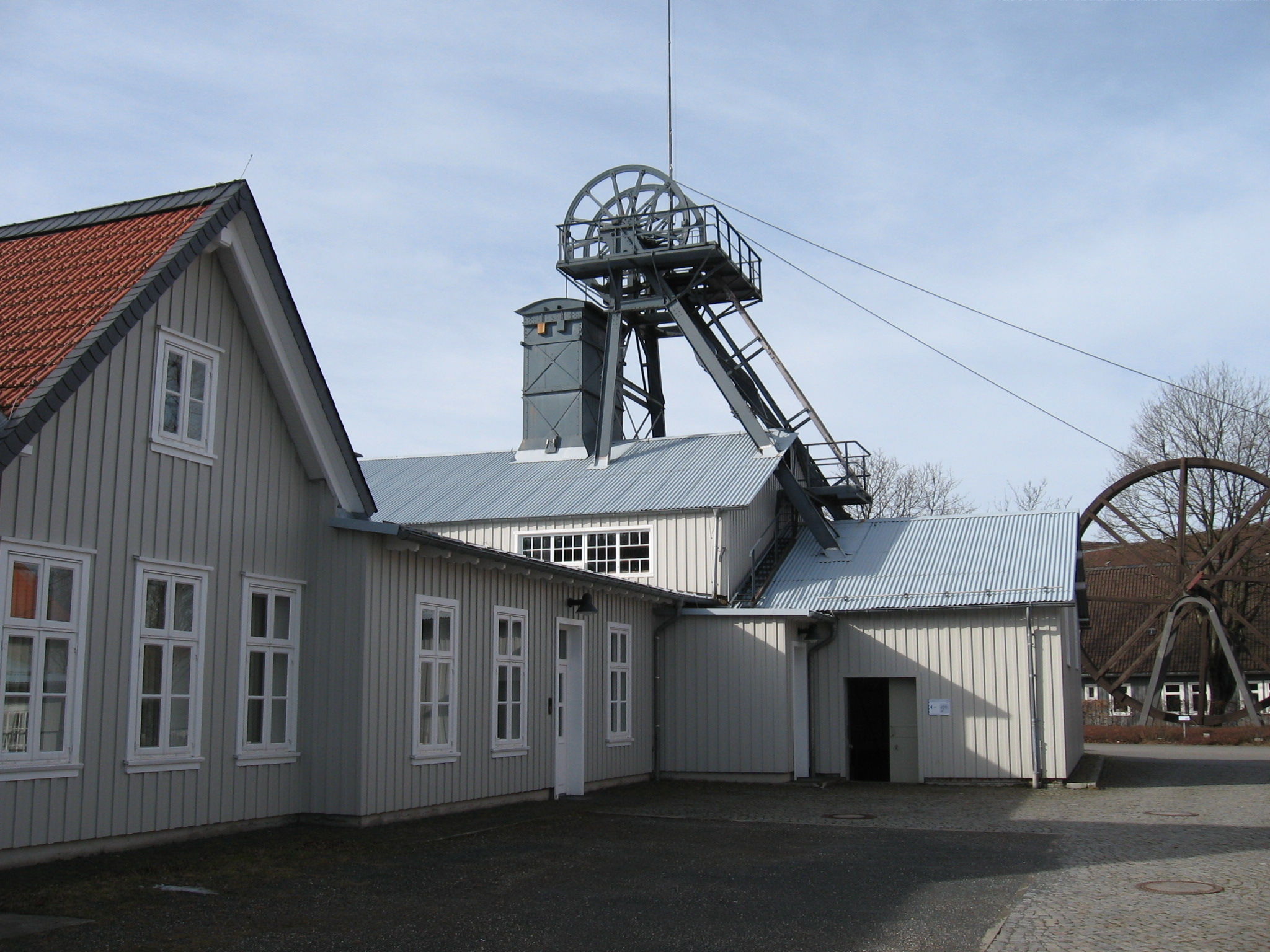
Schachthalle und Fördergerüst

Die Tagesanlagen sind dank der Übernahme durch die Harzwasserwerke originalgetreu restauriert worden und stellen heute eine vollständig erhaltene übertägige Erzbergwerksanlage aus den 1880er Jahren dar. Das 1880 errichtete stählerne Fördergerüst ist nach dem des Ottiliaeschachtes das zweitälteste erhaltene in Deutschland.
Schachthalle und Fördermaschinenhaus werden offiziell vom Oberharzer Bergwerksmuseum mit betreut. Ein kleiner Informationspfad ist vorhanden. Die Schachthalle kann besichtigt werden. Im Innern ist ein Blick in die Schachtröhre bis zur Betonverfüllung in 8 m Tiefe möglich. Im Maschinenhaus steht noch die 1882 als Dampfmaschine erbaute Fördermaschine. Trotz des Umbaus auf elektrischen Antrieb sind die Führungen für die Kreuzköpfe der Pleuelstangen noch erkennbar. In der ehemaligen Kaue befindet sich eine Ausstellung zum Oberharzer Wasserregal. Die Werkstattgebäude dienen dem heutigen Eigentümer als Betriebsgebäude.
Im Außenbereich stehen originalgetreue Nachbauten eines Kunst- und eines Kehrrades nach Vorlage von Henning Calvör.

## Technische Beschreibung der Feldbahn und Tagesförderstrecke
Die 1900 provisorisch in Betrieb genommene Feldbahn ermöglichte den übertägigen Transport der im Kaiser-Wilhelm-Schacht zu Tage geförderten Erze zur Erzaufbereitung im Bereich des Ottiliae-Schachts. Die an der Hängebank des Kaiser-Wilhelm-Schachtes abgezogenen Erze wurden mithilfe von Kreiselwippern in Kipphunde gestürzt. Anschließend bewegte man diese Kipphunde per Hand zu einer Doppelfüllrolle, wo sie in letztere entleert wurden. Bei der Rolle befand sich der Bahnhof, der so aufgebaut war, dass die Lokomotiven einfach auf die andere Seite der Feldbahn rangieren konnten.
Da die Erze der Grube Bergmannstrost (Altenau) über den Schacht der Grube Anna Eleonore zu Tage gefördert, dort in eine Füllrolle gekippt und bei Bedarf dann zur Füllrolle am Kaiser-Wilhelm-Schacht ebenfalls per Hand transportiert werden mussten, legte man eine Zweigstrecke vom Endbahnhof am Kaiser-Wilhelm-Schacht zur Anna Eleonore an.

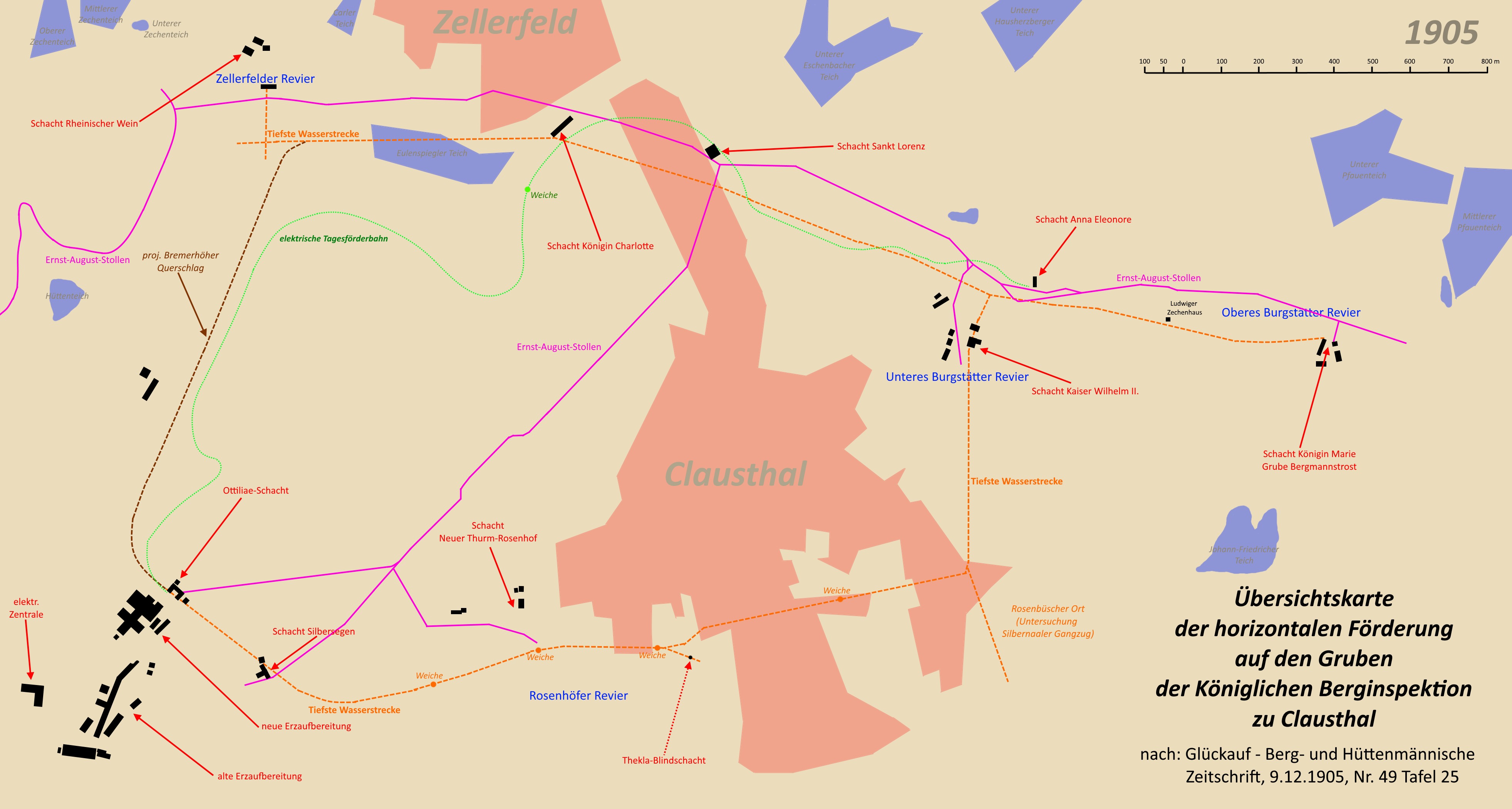
Diese Übersichtskarte von 1905 zeigt den Verlauf der Feldbahn (Teilstück Kaiser-Wilhelm-Schacht fehlt) in hellgrün-gestrichelter Farbe

Die 3,3 Kilometer lange Feldbahnstrecke führte vom Kaiser-Wilhelm-Schacht auf der Brust des Sägemühlengrabens über die Zellbachstraße und dann auf der Brust des Bremerhöher Grabens. Anschließend verlief sie um den Westabhang der Bremerhöhe und endete am Ottiliae-Schacht in Höhe der obersten Etage des Steinbrechgebäudes, wo sich auch ein kleiner Bahnhof befand. Etwa in der Mitte der gesamten Strecke befand sich eine Weichenanlage, so dass zwei Züge aneinander vorbeifahren konnten, da die Strecke sonst eingleisig war.
Die Förderwagen waren Seitenmuldenkipper mit 1 m³ Volumen. Die tägliche Fördermenge betrug 270 t. Die größte Steigung für einen vollen Zug betrug 2,6 %, für einen leeren 3 %. Die Lokomotiven hatten eine Leistung von 25 PS bei einem Wirkungsgrad von 0,75. Sie konnten 7 beladene Wagen bei 14 km/h ziehen. Es waren zwei Lokomotiven je Schicht im Einsatz. Später baute man noch eine dritte Lokomotive als Reserve. Diese Reservelok hatte man bereits so gebaut, dass sie später untertägig auf der Tiefsten Wasserstrecke eingesetzt werden konnte.
Die Feldbahn wurde über die untertägige Anlage im Kaiser-Wilhelm-Schacht mit Strom versorgt. Da beide Lokomotiven bei gleichzeitiger Nutzung bei jeweils größter Steigung eine Stromstärke von 112 Ampere voraussetzten, war der Verkehr entsprechend geregelt worden, um nicht über 100 Ampere zu kommen.
Die Kosten dieser Art der Tagesförderung betrugen 0,15 Mark/Tonnenkilometer. Obwohl der Betrieb besonders im Winter nur eingeschränkt möglich war, lagen diese Kosten 0,06 Mark niedriger als bei der untertägigen Förderung mit Erzkähnen.
Im Februar 1905 wurde die Tagesförderstrecke außer Betrieb genommen und der Grubenbahnbetrieb auf der Tiefsten Wasserstrecke intensiviert.